# کیرن وستوود
کیرن وستوود (زادهٔ ۲۳ اکتبر ۱۹۸۴) بازیکن سابق فوتبال اهل کشور ایرلند است.
وی برای تیم ملی ایرلند ۲۱ بازی انجام داده ، پست تخصصی این بازیکن نیز، دروازه‌بان است.